# Un dollaro di fuoco
Un dollaro di fuoco (Dollar of Fire) è un film del 1966 diretto da Nick Nostro.

## Trama
Fartown è dominata da fuorilegge che seminano il terrore su ordine del loro fantomatico capo per impedire ai coloni di stabilirsi su quelle terre.
Il capo misterioso è un senatore che ha per amante la moglie dello sceriffo, uomo onesto che però non può agire. Quando giunge un pistolero, il senatore fa rapire la figlia dello sceriffo e uccide l'amante. Il pistolero libera dalla tirannia il paese eliminando il senatore ma disgraziatamente viene colpito a morte dallo sceriffo.